# 徳光&ピン子&ミッツのもしも突然芸能人が家族になったらどうなる?
『徳光&ピン子&ミッツのもしも突然芸能人が家族になったらどうなる?』（とくみつ&ぴんこ&みっつのもしもとつぜんげいのうじんがかぞくになったらどうなる?）は、テレビ東京で不定期に放送されていたバラエティ番組である。タイトルロゴには番組名の前に家族の絆再発見という副題がついている。2011年から2014年まで3年間で8回放送された。

## 概要
毎回ゲストが様々な問題を抱えた一般家庭の家に2泊3日で泊まり、問題を解決するドキュメンタリーバラエティである。『田舎に泊まろう!』と趣旨が似ているが泊まる家庭が決まっていたり、宿泊期間が若干長いなど微妙に異なる。そのため『家族になろう（よ）』の一企画「一泊家族宿」に近い。

## 出演者
- 徳光和夫
- 泉ピン子
- ミッツ・マングローブ - ミッツは徳光の親戚である（ミッツは徳光の弟の実子であるため）

## 放送リスト
| 回数 | 放送日             | 日時          | ゲスト                                   |
| ---- | ------------------ | ------------- | ---------------------------------------- |
| 1    | 2011年10月05日(水) | 19:00 - 20:49 | 石黒彩、内藤大助、藤岡弘、               |
| 2    | 2012年02月27日(月) | 20:00 - 21:54 | レッド吉田、富永美樹、荒木由美子         |
| 3    | 2012年05月08日(火) | 19:00 - 20:54 | 菊池麻衣子、奥山佳恵                     |
| 4    | 2012年06月18日(月) | 20:00 - 21:54 | 庄司智春（品川庄司）、金子貴俊、堀越のり |
| 5    | 2012年11月26日(月) | 20:00 - 21:54 | 丘みつ子、中島史恵、宮本和知             |
| 6    | 2013年05月12日(日) | 19:54 - 21:48 | 石黒彩、おさる、野々村真                 |
| 7    | 2013年10月27日(日) | 19:54 - 21:48 | 品川祐（品川庄司）、藤田弓子、秋本祐希   |
| 8    | 2014年1月26日(日)  | 19:54 - 21:48 | パンチ佐藤、金子昇、遠山景織子           |

## スタッフ

### 第7回(2013年10月27日放送)
- ナレーション：木村匡也
- 構成：堀田延、大船知充
- TP：高瀬義美(第4 - 7回)[3]
- SW：岩田一巳(第4 - 7回)[4]
- カメラ：藤本伸一(第1、7回)
- VE：山下悠介(第7回)
- 音声：片山勇(第1、7回)
- 照明：安藤雅夫
- アートP：橋本昌和
- デザイン：野口陽介
- 大道具：卜部徹夫(第1・5 - 7回)
- アクリル装飾：石橋誉礼
- マルチ：野崎裕康(第5 - 7回)
- メイク：高橋永奈
- 編集：名雪健太郎(第7回)
- MA：佐藤卓也(第7回)
- 音響効果：木村陽子
- 技術協力：フジアール、ニューテレス、麻布プラザ、アーツポート企画
- 番宣：野上次郎(テレビ東京)
- デスク：西野友貴(テレビ東京・第5 - 7回)
- リサーチ：斎藤朋・飯田美子(ビスポ・第4 - 7回)、吉田真理子(スコープ・第4 - 7回)
- AP：木下麗(第6・7回)
- AD：松村早葵(第1・5 - 7回)、野崎悠太(第4 - 7回)、岡部大五郎(第7回)、仲田和史(第4、7回)、熊谷健・向夏紀(第7回)
- ディレクター：渡辺恭三(第4 - 7回)、赤堀哲也( - 第5・7回)
- 演出：藤代賢二(第6・7回)[5]
- プロデューサー：星俊一(テレビ東京)、辻村たろう
- 製作：テレビ東京、NET WEB

### 過去のスタッフ
- 構成：呉比悦子(第1回)
- リサーチ：赤池敏江(ビスポ)(第1回)
- カメラ：小林光行(第4 - 6回)
- VE：高木稔(第1・4回)、斎藤雄一(第5・6回)
- 音声：本間祥吾(第4 - 6回)
- TK：安富弘江(第5回)
- 大道具：木村敬(第4回)
- 電飾：森智(第4回)
- マルチ：前島亮二(第1回)、上福更記(第4回)
- 編集：木村健児(第1回)、鈴木裕司(第4回)、島田金治(第5回)、橋本淳一郎(第6回)
- MA：小野寺淳(第1回)、岡崎博之(第4 - 6回)
- 編成：大庭竹修(テレビ東京・第1・4回)
- AP：山口ななえ(第1回)、小俣裕美(第4回)[6]、菅原綾乃(第4・5回)[7]、竹村祐美(第6回)
- AD：高澤慶一・表原由樹(第1回)、笹村啓太(第4回)、蜂谷勇太(第4回)、松井一透(第1・4回)、植田光宏(第4回)、高野彩香(第4回)、藤田豊平(第4・5回)、窪田聡也(第5回)、畑山聖弥(第5回)、杉浦佐和子( - 第6回)、北村卓士(第6回)
- ディレクター：大坂倫代(第1回)、木村亮(第4回)、田中勝(第1・4回)、八木幹雄(第6回)
- 演出：西森尚展( - 第5回)